# Inundatiemonument Westkapelle
Het inundatiemonument (1990) is een gedenkteken bij de Nederlandse stad Westkapelle, in de provincie Zeeland.

## Achtergrond
In 1990, een halve eeuw na de Duitse aanval op Nederland, werden op Walcheren vijf oorlogsmonumenten geplaatst in opdracht van de stichting Monumenten Walcheren 40-45. Initiatiefnemer was M.C. Verburg, lid van de Raad van State, die het idee naar voren bracht bij een herdenking in 1986 van 40 jaar droogmaking van Walcheren. Naast de heer Verburg hadden onder anderen de burgemeesters van de betreffende gemeenten en de dijkgraaf van het Waterschap Walcheren zitting in de stichting. Vier van de monumenten herinneren aan de inundatie van Walcheren in oktober 1944, waarbij dijken door de geallieerden werden gebombardeerd om Walcheren onder water te zetten en zo de positie van de bezetters te verzwakken. Deze monumenten werden gemaakt door Mari Boeyen (inundatiemonument Vlissingen), David van de Kop (inundatiemonument Veere), Steef Roothaan (inundatiemonument Ritthem) en Rudi van de Wint (inundatiemonument Westkapelle). Het vijfde monument, Een gestolde herinnering, dat herinnert aan het bombardement op Middelburg op 17 mei 1940, werd gemaakt door Sigurður Guðmundsson.
Kunstenaar Van de Wint ontwierp in eerste instantie een bolvormig monument, waarin een eeuwig brandend vuur zou worden geplaatst, dat kon echter niet worden gerealiseerd. Het uitgevoerde ontwerp bestaat uit een 7 meter hoge zuil, bekroond met een platte schijf. Het wordt in de volksmond wel 'De Schoppestele' genoemd vanwege de gelijkenis met een in de grond gestoken spade, en is geplaatst in de duinen. Op 4 oktober 1990 werden de inudatiemonumenten onthuld, het monument bij Westkapelle werd onthuld door mevrouw S.C. de Casembroot-barones Van der Feltz, weduwe van commissaris der koningin jhr. mr. A.F.C. de Casembroot.
Het monument is in 1998 in brand gestoken. Na in eerste instantie ontkend te hebben de eigenaar van het monument te zijn en het waterschap als verantwoordelijke aan te wijzen, werd het beeld in 2010 na oplopende kritiek van buiten door de gemeente gerestaureerd. Nu kwam er voor het monument, langs het wandelpad, zelfs een informatiebord met een gedicht:
Westkapelle, 3 oktober 1944

die dinsdag

bij het springend tij

en na de duizend bommen

breekt toch de dijk

die stoere dijk

het grijsgrauw water

zoekt onwillig in de trage golven

het zwaar gehavend dorp

waar puin en dood

en meer onzegbaar leed

met triestheid is bedolven

de prijs, de allerhoogste prijs

voor vrijheid wordt betaald

de indringer verdrongen

het dorp in zee verdwaald— Doede Holtkamp